# Danny Morais
Danny Bittencourt Morais (Porto Alegre, 29 de junho de 1985) é um comentarista esportivo e ex-futebolista brasileiro que atuava como zagueiro. Atualmente é comentarista dos canais por assinatura SporTV e Premiere.

## Carreira

### Internacional
Neto do auxiliar técnico e ex-goleiro Valdir de Moraes, que teve passagem marcante pelo Palmeiras, Danny chegou ao Internacional em 1998, uma por intermédio de seu treinador de uma antiga escolinha de futebol da capital, Paulinho Estigarribia. Paulinho indicou o promissor jogador de 13 anos ao seu filho Marcelo Estigarribia, que na época treinava a Seleção Brasileira Sub-15.
A seriedade e a compenetração de Danny, características que chamam a atenção em sua personalidade, fizeram com que conquistasse rapidamente seu espaço entre os titulares. O espírito de liderança do jovem zagueiro também garantiu a braçadeira de capitão em quase todos os times que passou ao longo da trajetória nas categorias de base colorada.
Um ano depois de chegar ao Beira-Rio, foi campeão do Efipan em 1999, tradicional torneio infantil disputado na cidade de Alegrete. Em 2000, foi campeão do Mundial Sub-15, ao lado do goleiro Renan e do volante Maycon, futuros companheiros do grupo profissional do Internacional.
A boa conduta dentro e fora de campo contribuiu para que Danny fosse promovido ao time profissional em 2006. A facilidade em atuar como zagueiro ou volante garantiu o que era esperado de um jogador moderno. O auge na carreira ocorreu em 2008, com a conquista da Dubai Cup, nos Emirados Árabes Unidos (atuou como volante), do Campeonato Gaúcho (marcou um gol na histórica vitória por 8 a 1 sobre o Juventude) e da Copa Sul-Americana.

### Botafogo
Em 2010, acertou sua ida para o Botafogo por empréstimo, e permaneceu no clube carioca por um ano. Foi campeão carioca, onde o Botafogo ganhou os dois turnos (Taça Guanabara e Taça Rio). Chegou a retornar ao Inter no ano de 2011, porém, fora dos planos, treinou por dois meses e acabou sendo dispensado.

### Bahia
Acertou com o Bahia no dia 1 de abril de 2011, chegando por empréstimo para a disputa do Campeonato Baiano e do Campeonato Brasileiro. Em dezembro de 2012, renovou seu empréstimo com o tricolor por mais um ano.

### Al-Ettifaq
No dia 1 de agosto de 2013, após se desligar do Bahia, acertou a sua transferência para o Al-Ettifaq, da Arábia Saudita, para jogar a temporada 2013–14.

### Chapecoense
Rescindiu o contrato com a equipe árabe, e com proposta da Chapecoense, acabou acertando com a equipe brasileira.

### Santa Cruz
Em 2015, assinou com o Santa Cruz até o final da Série B. Marcou seu primeiro gol pelo Santa no dia 7 de novembro, contra o Bahia, seu ex-clube, pela 34º rodada da Série B. De cabeça, o zagueiro anotou o gol de empate na Arena Fonte Nova, na vitória do Santa Cruz por 2 a 1. Danny participou do elenco que levou o tricolor de volta a elite do futebol brasileiro, sendo o jogador que mais atuou e um dos grandes destaques da equipe no campeonato. No dia 6 de janeiro de 2016, renovou com o Santa Cruz até o fim do ano.

### Últimos anos
Após ser anunciada a sua renovação com o clube para a temporada 2017, Danny deixou o tricolor pernambucano e acertou com o Busan IPark, da Coreia do Sul. Em fevereiro de 2018, foi anunciado o seu retorno volta ao Santa Cruz, onde teve sua última passagem e se aposentou em 2021.

## Pós-aposentadoria
Em 2022, Danny Morais foi anunciado como comentarista esportivo pela TV Globo Pernambuco.

## Títulos
Internacional
- Campeonato Gaúcho: 2008 e 2009
- Copa Sul-Americana: 2008
- Copa Suruga Bank: 2009

Botafogo
- Campeonato Carioca: 2010

Bahia
- Campeonato Baiano: 2012[11]

Santa Cruz
- Campeonato Pernambucano: 2015 e 2016
- Taça Chico Science: 2016
- Copa do Nordeste: 2016

### Outras conquistas
Botafogo
- Taça Guanabara: 2010
- Taça Rio: 2010

### Prêmios individuais
- Seleção da Série B: 2015[12]
- Seleção da década de 2010 do Santa Cruz[13]